# مینارت (دهانه)
مینارت یک دهانه برخوردی در ماه‌ است.

## دهانه‌های اقماری
این دهانه ۳ دهانه اقماری دارد.
| Minnaert | عرض جغرافیایی | طول جغرافیایی | قطر          |
| -------- | ------------- | ------------- | ------------ |
| C        | ۶۴.۲° S       | ۱۷۶.۰° W      | ۱۵.۰ کیلومتر |
| W        | ۶۳.۴° S       | ۱۷۴.۱° E      | ۲۴.۰ کیلومتر |
| N        | ۷۱.۱° S       | ۱۷۶.۱° E      | ۳۳.۰ کیلومتر |